# Lgota Wolbromska
Lgota Wolbromska is een plaats in het Poolse district Olkuski, woiwodschap Klein-Polen. De plaats maakt deel uit van de gemeente Wolbrom en telt 410 inwoners.